# Oranais (pâtisserie)
Pour les articles homonymes, voir Oranais.
L'oranais est une pâtisserie de type viennoiserie constituée d'une pâte briochée ou levée feuilletée qui contient de la crème pâtissière, deux oreillons d'abricot et des petits morceaux de sucre.

## Composition
Il s'agit d'une pâte briochée ou feuilletée (PLF) qui contient de la crème pâtissière, deux demi-oreillons d'abricot et des petits morceaux de sucre.

## Histoire
L'oranais serait né à Oran, en Algérie.

## Autres appellations
Sa particularité consiste surtout en sa forme, qui peut rappeler des lunettes (les deux verres étant représentés par les abricots), d'où un de ses autres noms : la « lunette aux abricots ».
En Bretagne, cette pâtisserie est connue sous l'appellation « croissant aux abricots ».
Il existe d'autres noms comme « abricotine »,.